# Miguel Miranda
Miguel Miranda Campos (Lima, 13 de agosto de 1966-Chiclayo, 6 de marzo de 2021) fue un futbolista y director técnico peruano. Se desempeñó en la posición de guardameta.

## Trayectoria
Se inició en el fútbol como centro-delantero, llegó al Sporting Cristal a inicios de 1984, por órdenes de don Alberto Gallardo fue probado como arquero y al cumplir con las exigencias establecidas fue promocionado como tercer arquero siendo parte del Plantel para esa temporada, reemplazando al arquero juvenil 1983 Aldo Baglietto. 
Debutó profesionalmente como arquero en las primeras fechas del Descentralizado 1985 ante UTC y Melgar en Lima. Estuvo en el cuadro rimense hasta julio del año 1987, donde desde 1984 era el tercer arquero. En agosto fue prestado a la Universidad Técnica de Cajamarca. En 1989 regresó al Sporting Cristal y taparía en el cuadro bajopontino hasta el año 1993. En 1990 tapó los dos últimos partidos de Copa Libertadores en Santiago y luego obtiene la titularidad tras la salida de Gustavo Gonzales en mayo luego de la Copa Libertadores. 
En 1991 obtuvo su primer título jugando la mayoría de partidos bajo el pórtico junto con el golero argentino Carlos Castagneto. Ese equipo de Sporting Cristal de 1991 estuvo integrado por jóvenes promesas como Pablo Zegarra, Roberto Palacios, Flavio Maestri. Asimismo, por jugadores salidos de las canteras como Percy Olivares, Francesco Manassero, y por gente experimentada como Julio César Uribe, Franco Navarro, Leo Rojas, Eugenio La Rosa, Jorge Arteaga y Julio César Antón (los tres primeros mundialistas en el 82), y reforzado por los argentinos Carlos Castagneto, Juan Carlos Kopriva y Horacio Baldessari. El equipo era dirigido por el exmundialista Juan Carlos Oblitas. 
En 1992, por Copa Libertadores, pasó a los octavos de final. A fin de año, logró el subtítulo del Campeonato Descentralizado. Jugó su tercera Copa Libertadores en 1993, donde el equipo celeste del Rimac llegó hasta los cuartos de final.
Jugó también por Universitario de Deportes, Deportivo Pesquero, Juan Aurich y Deportivo Municipal en la primera división del Perú. Luego tuvo un paso por la Superliga de China. 
Regresó al Sporting Cristal en el segundo semestre de 2000 y jugó la Copa Libertadores de 2001. En 2002 jugó nuevamente la Copa Libertadores bajo la conducción del brasileño Paulo Autuori, en abril fue separado del equipo junto con otros cuatro jugadores rimenses. Luego jugó por el Coronel Bolognesi, de Tacna, y Estudiantes de Medicina, de Ica, donde se retiró el 2005. 
En 2011 se unió al comando técnico de Sporting Cristal encabezado por Juan Reynoso. El 2014 ambos llegan a Arequipa y Miguel obtuvo la dirección técnica del equipo de reservas del F. B. C. Melgar, equipo con el cual logró el campeonato del Torneo de Reservas.

## Fallecimiento
Miguel Miranda falleció el 6 de marzo de 2021 en Chongoyape en Chiclayo, posterior a jugar un partido de futbol, cuando presentó un paro cardíaco y respiratorio refractario a las maniobras de resucitación aplicadas. 
El año 2010 tuvo un problema similar jugando fulbito en Lima con sus excompañeros de profesión.

## Selección peruana
Fue internacional con la selección de fútbol del Perú en cuarenta y siete ocasiones. Debutó el 26 de mayo de 1993, en un encuentro amistoso ante la selección de los Estados Unidos que finalizó con marcador de 0-0. Su último encuentro con la selección lo disputó el 14 de noviembre de 2001 en el empate 1-1 ante Bolivia.

### Participaciones en Copa América
| Copa              | Sede     | Resultado        |
| ----------------- | -------- | ---------------- |
| Copa América 1993 | Ecuador  | Cuartos de final |
| Copa América 1995 | Uruguay  | Primera fase     |
| Copa América 1997 | Bolivia  | Cuarto lugar     |
| Copa América 1999 | Paraguay | Cuartos de final |

## Clubes

### Como futbolista
| Club                       | País  | Año       |
| -------------------------- | ----- | --------- |
| Sporting Cristal           | Perú  | 1984-1987 |
| Univ. Técnica de Cajamarca | Perú  | 1987-1988 |
| Sporting Cristal           | Perú  | 1989-1993 |
| Universitario de Deportes  | Perú  | 1994      |
| Deportivo Sipesa           | Perú  | 1995      |
| Aurich-Cañaña              | Perú  | 1996      |
| Deportivo Municipal        | Perú  | 1997-1998 |
| Shenyang Haishi            | China | 1998      |
| Deportivo Pesquero         | Perú  | 1999      |
| Shenyang Haishi            | China | 2000      |
| Sporting Cristal           | Perú  | 2000-2002 |
| Coronel Bolognesi          | Perú  | 2002-2004 |
| Estudiantes de Medicina    | Perú  | 2004-2005 |

### Como entrenador
| Club               | País  | Año       |
| ------------------ | ----- | --------- |
| Melgar (reservas)  | Perú  | 2014      |
| Beijing Chengfeng  | China | 2015      |
| Defensor La Bocana | Perú  | 2016      |
| Alianza Atlético   | Perú  | 2017      |
| Alfonso Ugarte     | Perú  | 2017      |
| Los Caimanes       | Perú  | 2018-2019 |

## Palmarés

### Como futbolista

#### Campeonatos nacionales
| Título                    | Club             | País | Año  |
| ------------------------- | ---------------- | ---- | ---- |
| Primera división del Perú | Sporting Cristal | Perú | 1991 |

### Como entrenador

#### Campeonatos nacionales
| Título             | Club   | País | Año  |
| ------------------ | ------ | ---- | ---- |
| Torneo de Reservas | Melgar | Perú | 2014 |